# Guane
Guane is een gemeente in de Cubaanse provincie Pinar del Río. De gemeente heeft een oppervlakte van 724 km² en telt 36.000 inwoners (2015).

## Geboren in Guane
- Xiomara Rivero (1968), speerwerpster